# Nissan Pixo
Nissan Pixo — хетчбек, що вперше був представлений в 2009 році. Побудований на базі Suzuki Alto VII. 

## Опис

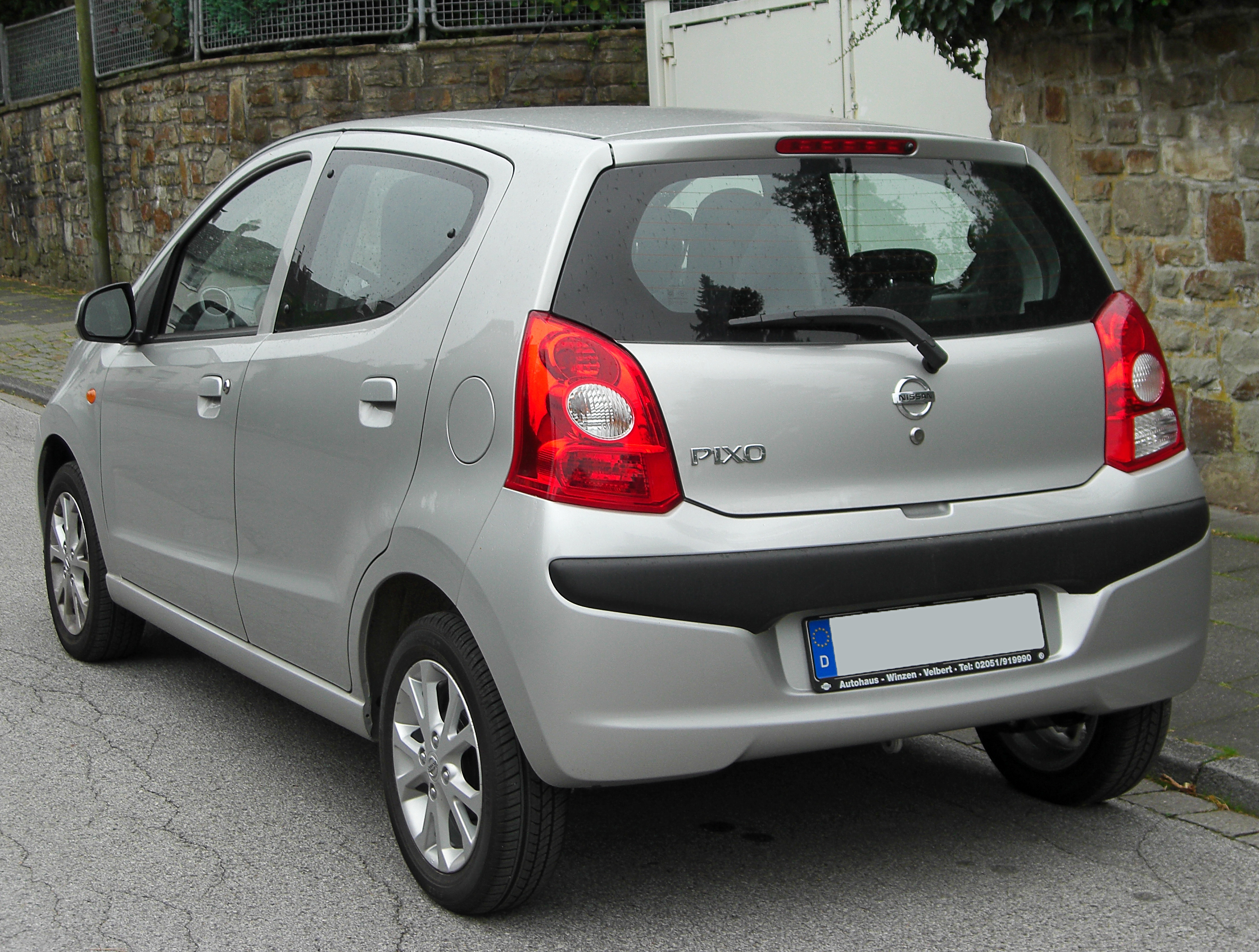

Виготовлялася ця модель в Індії на заводі Maruti Suzuki в Манесарі. Головний конкурент - Dacia Sandero.  
Pixo має 1.0-літровий 3-циліндровий бензиновий силовий агрегат на 68 к.с., працює в парі з 5-ступінчастою МКПП, максимальна швидкість 155 км/год. 
З нею ж автомобіль розганяється за 14 с. Витрата пального 5.5 л/100км у місті, 3.8 л/100км за містом та 4.4 л/100км у змішаному циклі. При доповнені двигуна опційною 4-ступінчастою АКПП, максимальна швидкість зменшується до 150 км/год. Розгін відбувається за 17 с. Витрата палива становить 6.7 л/100км у місті, 4.5 л/100км у за містом та 5.2 л/100км у змішаному циклі.  Привід завжди на передні колеса. 
Nissan Pixo був огляданий, а згодом і висміяний Top Gear у 17-му сезоні. Огляд перетворився на змагання Top Gear, де Джеремі Кларксон та Річард Гаммонд купили автомобілі на ринку вживаних автомобілів за тією ж ціною, що й новий Pixo. Кларксон купив Mercedes CL600 2002 року випуску за 6995 фунтів стерлінгів, а Гаммонд купив BMW 850ci 1994 року випуску за 6700 фунтів стерлінгів. 
Джеймс Мей захищав Pixo, стверджуючи, що він був сучаснішим, надійнішим та економічнішим, ніж два розкішні автомобілі. 

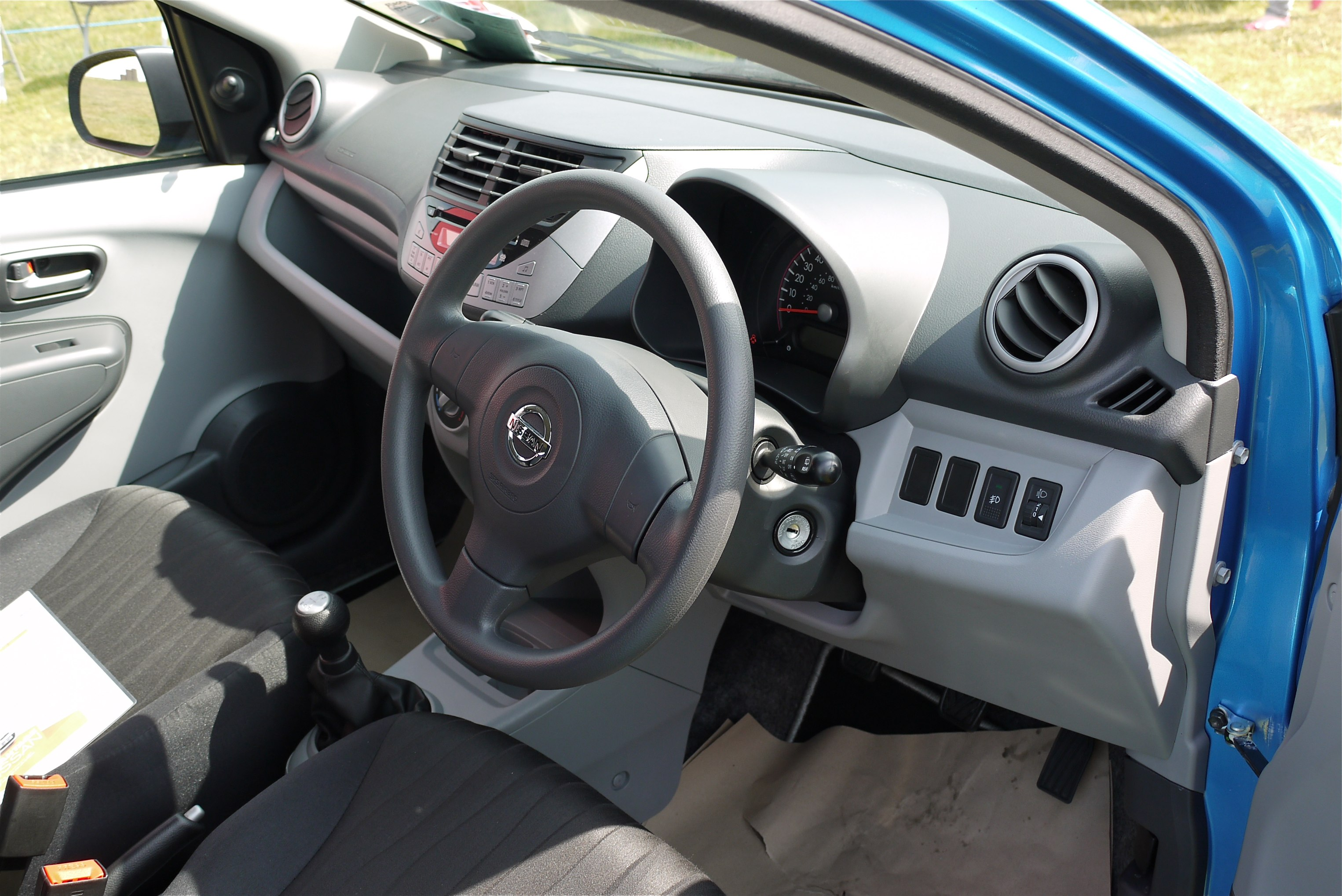

## Безпека
У 2009 році Nissan Pixo тестувався за Euro NCAP і отримав 3 зірки з 5:
| Водій | Пасажир- дитина | Пішохід | Засоби безпеки |
| ----- | --------------- | ------- | -------------- |
| 55%   | 46%             | 35%     | 29%            |